# OESO-Modelverdrag
Met het OESO-Modelverdrag wordt meestal het Bilateraal Modelverdrag voor Belastingen naar Inkomen en Vermogen bedoeld. Het wordt opgesteld door de Organisatie voor Economische Samenwerking en Ontwikkeling (OESO). De Engelse naam luidt OECD Model Tax Convention on Income and Capital. Het verdrag kan als leidraad gebruikt worden bij het opstellen van belastingverdragen tussen twee landen (bilateraal).

## De betekenis van het OESO-modelverdrag
Het Modelverdrag zelf heeft geen rechtskracht, men kan zich dus niet beroepen op het verdrag. Ook indien een belastingverdrag tussen twee landen gebaseerd is op het OECD-verdrag, kan een inwoner zich niet beroepen op een andere tekst in het OESO-Modelverdrag, slechts het verdrag tussen beide landen is geldig. Wel worden door de OECD commentaren bij de artikelen gegeven waarbij bijvoorbeeld het bereik van het artikel wordt aangegeven.

## Versies
De eerste versie dateert van 1994. Daarna zijn herzieningen verschenen, genummerd van 1 tot 10. Anno 2018 is de tiende herziening geldig en daarmee de elfde editie. Deze is in compacte versie (condensed version) gepubliceerd in november 2017 en bevat in 658 pagina's een introductie, de artikelen van het Model met commentaren, gevolgd door een uiteenzetting over de positie van niet-OESO-landen. De volledige versie (full version), met daarenboven achtergrondrapporten en historische referenties, was voorzien voor midden 2018, maar was eind 2018 niet verschenen. De recentste volledige versie is van 2014 en telt 2289 pagina's.
Herzieningen:
1. 1995
2. 1997
3. 1998
4. 2000
5. 2003
6. 2005
7. 2008
8. 2010
9. 2014
10. 2017

## Inhoud van het modelverdrag
Het modelverdrag bestaat uit zeven hoofdstukken:
1. Hoofdstuk 1 - Toepassingsgebied van het Verdrag
2. Hoofdstuk 2 - Definities
3. Hoofdstuk 3 - Belastingheffing naar inkomen
4. Hoofdstuk 4 - Belastingheffing naar vermogen
5. Hoofdstuk 5 - Methoden ter voorkoming van dubbele belasting
6. Hoofdstuk 6 - Bijzondere bepalingen
7. Hoofdstuk 7 - Slotbepalingen